# Taubenturm Château de Beaulon

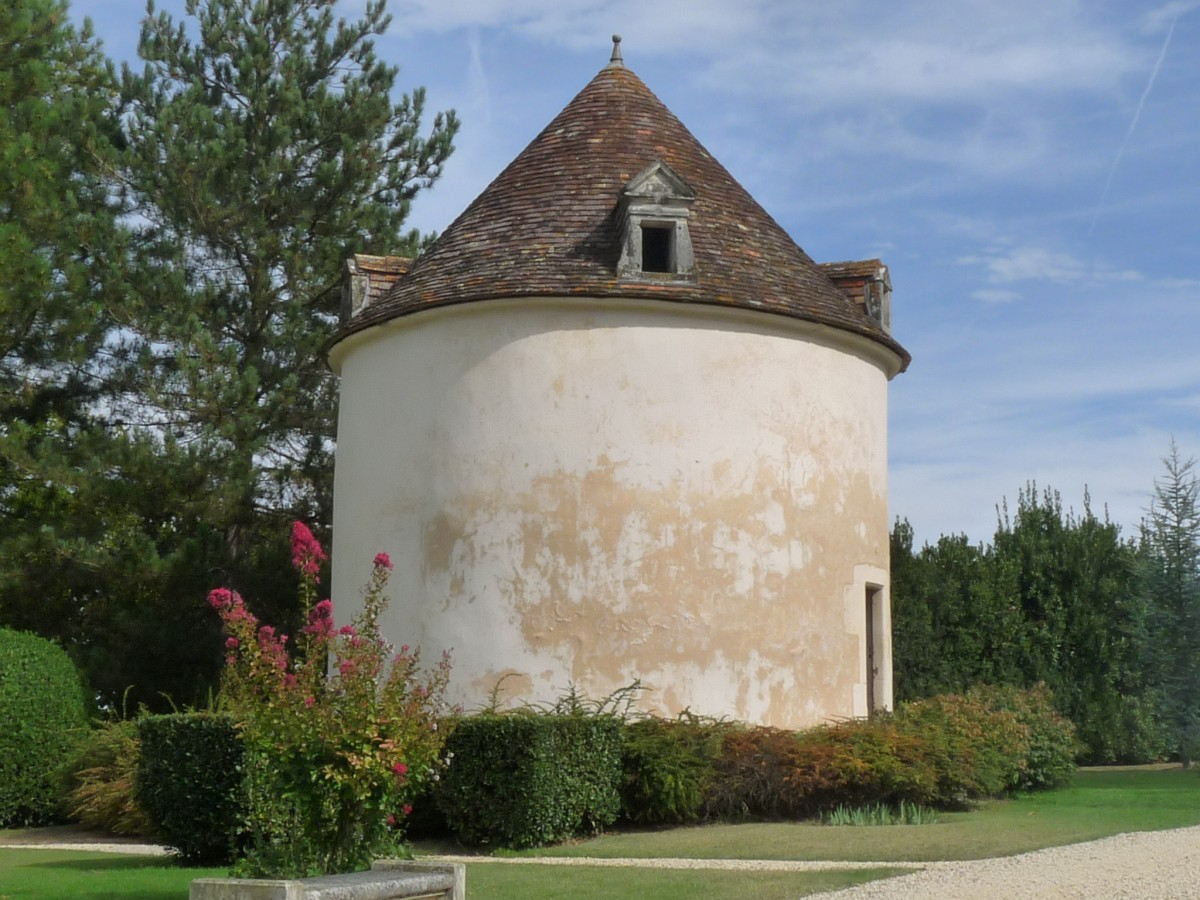
Taubenturm in Saint-Dizant-du-Gua

Der Taubenturm (französisch colombier oder pigeonnier) des Château de Beaulon in Saint-Dizant-du-Gua, einer französischen Gemeinde im Département Charente-Maritime in der Region Nouvelle-Aquitaine, wurde 1740 errichtet. Der Taubenturm steht seit 1987 als Teil des Schlosses als Monument historique auf der Liste der Baudenkmäler in Frankreich.
Der runde Taubenturm aus Hausteinmauerwerk besitzt im Inneren 1500 Taubennester.